# Porto Rico aux Jeux olympiques d'été de 1980
Porto Rico participe aux Jeux olympiques d'été de 1980 à Moscou. La délégation de 3 boxeurs est très faible par rapport aux 80 de l'olympiade précédente en raison du boycott à l’initiative des États-Unis contre l'invasion de l'Afghanistan par l'Union Soviétique.
Les États-Unis ont mis la pression sur le comité national en coupant le financement et c'est à l'aide de fonds privés que la délégation financera la voyage. C'est ainsi une des rares nations non-européenne à avoir choisi de défiler sous le drapeau olympique.

## Boxe
| Athlète           | Catégorie             | 1er tour            | 2e tour                | 3e tour                     | Quart de finale     | Demi finale         | Finale              | Rang    |         |
| Athlète           | Catégorie             | Adversaire Résultat | Adversaire Résultat    | Adversaire Résultat         | Adversaire Résultat | Adversaire Résultat | Adversaire Résultat | Rang    |         |
| ----------------- | --------------------- | ------------------- | ---------------------- | --------------------------- | ------------------- | ------------------- | ------------------- | ------- | ------- |
| Alberto Mercado   | Mouches (-51 kg)      | BYE                 | Battu par Gilberto TKO | Éliminé                     | Éliminé             | Éliminé             | Éliminé             | Éliminé | Éliminé |
| Luis Pizarro      | Plume (-57 kg)        | BYE                 | Bat Mberebe Baban TKO  | Bat Brown 5-0               | Battu par Horta 0-5 | Éliminé             | Éliminé             | Éliminé | Éliminé |
| José Angel Molina | Mi-Welter (– 63.5 kg) | Bat Saide 5-0       | Bat Schwarz TKO        | Battu par Konakbaev Abandon | Éliminé             | Éliminé             | Éliminé             | Éliminé | Éliminé |